# محمد ختوم
محمد ختّوم ممثل مسروح وتلفزيون أردني (1950-28\4\2021). شارك في عشرات الأعمال التلفزيونية والمسرحية. وهو عضو رابطة الفنانين الأردنيين. توفي 29 أبريل 2021 عن عمر يناهز 71 عاماً، بعد صراع مع مرض تليف الرئتين، واعتلال في القلب.

## العمل
بدأ ختّوم العمل في إدارة الإنتاج قبل الانتقال إلى التمثيل. شارك في أدوار مسرحية حصل من خلالها على جوائز في مهرجانات، منها مسرحية «خادم سيدين»، و«الساحر بطيخة»، و«من حقي أتزوج». أما في مجال الأعمال الدرامية التلفزيونية، فقد شارك في عدد كبير من المسلسلات التلفزيونية، أهمها: المطاريد، شمس الأغوار، الطواحين، جروح، وجه الزمان، وغيرها.